# Acalolepta timorensis
Acalolepta timorensis là một loài bọ cánh cứng trong họ Cerambycidae.